# Шкодин, Виктор
Виктор Шкодин (род. 1931) — советский хоккеист, нападающий. Хоккейный судья.
Всю карьеру в командах мастеров — шесть сезонов (1950/51 — 1955/56) — провёл в ленинградских командах чемпионата СССР «Динамо» (1950/51 — 1953/54) и «Авангард» (1954/55 — 1955/56).
Работал хоккейным судьёй.